# Phare de Castellón
Le phare de Castellón est un phare situé sur le quai du port de commerce de Castellón de la Plana, dans la province de Castellón (Communauté valencienne) en Espagne.
Il est géré par l'autorité portuaire de Castellón de la Plana .

## Histoire
Le premier phare a été mis en service en 1871. Il servait pour le mouillage de la plage de Castellón et n'avait qu'une portée de 9 milles. Une brise-lames fut construit dans le port avec la construction d'un nouveau phare qui fut mis en service en 1917 avec une portée de 13 milles pour remplacer le feu de la plage. En 1922 le phare a été électrifié, pour avoir une portée de 17 milles.
En 1971 un nouveau phare en béton armé de 27 m de haut, avec double galerie et lanterne, a été construite. La tour est centrée sur une maison de gardien circulaire d'un seul étage. Il émet un feu à occultations.
Identifiant : ARLHS : SPA107 ; ES-26940 - Amirauté : E0226 - NGA : 5480 .

### Lien connexe
- Liste des phares d'Espagne